# 糖苹果

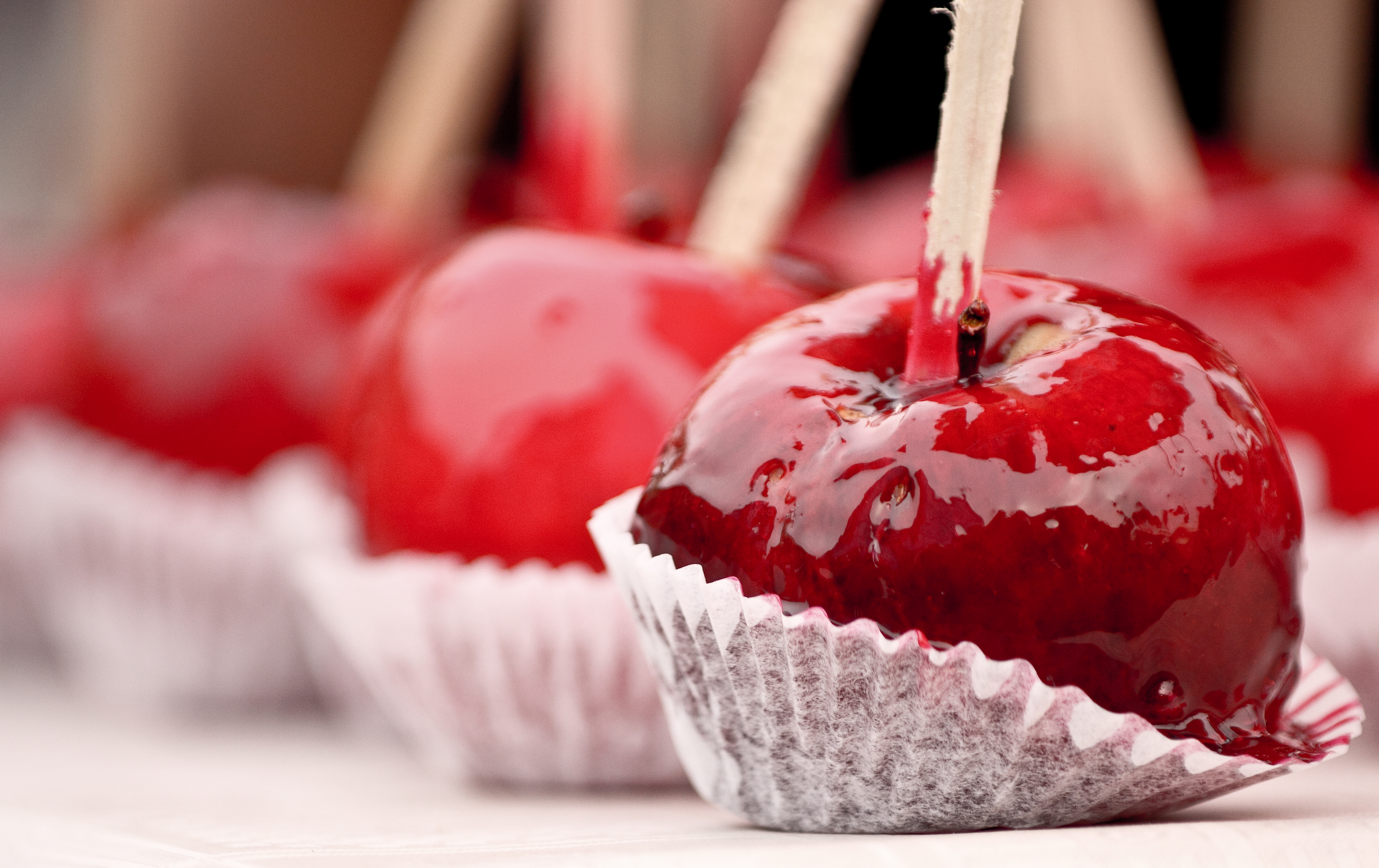
在美国地区普遍叫做“Candy Apple”或者“Toffy Apple”

糖苹果（英語：Candy Apple），在北美洲之外的地区叫太妃苹果（Toffee apples），是一种把糖或冰糖涂在苹果的表面，再把棍子插入其中作为手柄的甜食。在西方文化中，这种甜食在万圣节要糖果的时候格外常见，这也是因为每年苹果的采收季节是在秋天。

## 食材与做法

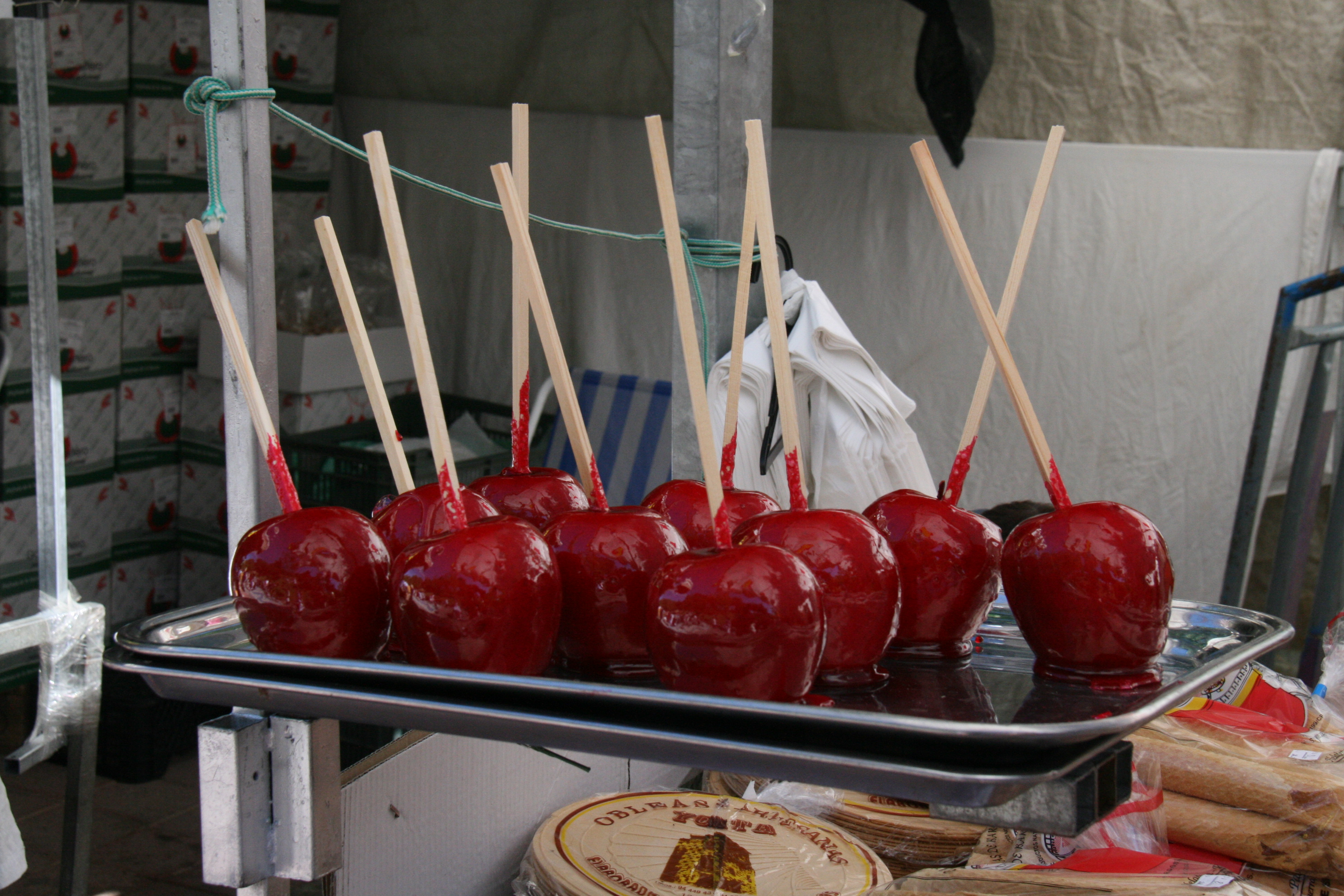
西班牙语的糖苹果“manzanas de caramelo”

以奶糖的形式，糖苹果通过涂苹果做用糖层。 最常用的糖涂层由糖(空白或棕色)，玉米糖浆、水、肉桂和红色食用色素做。潮湿的气候可能防止糖硬化。

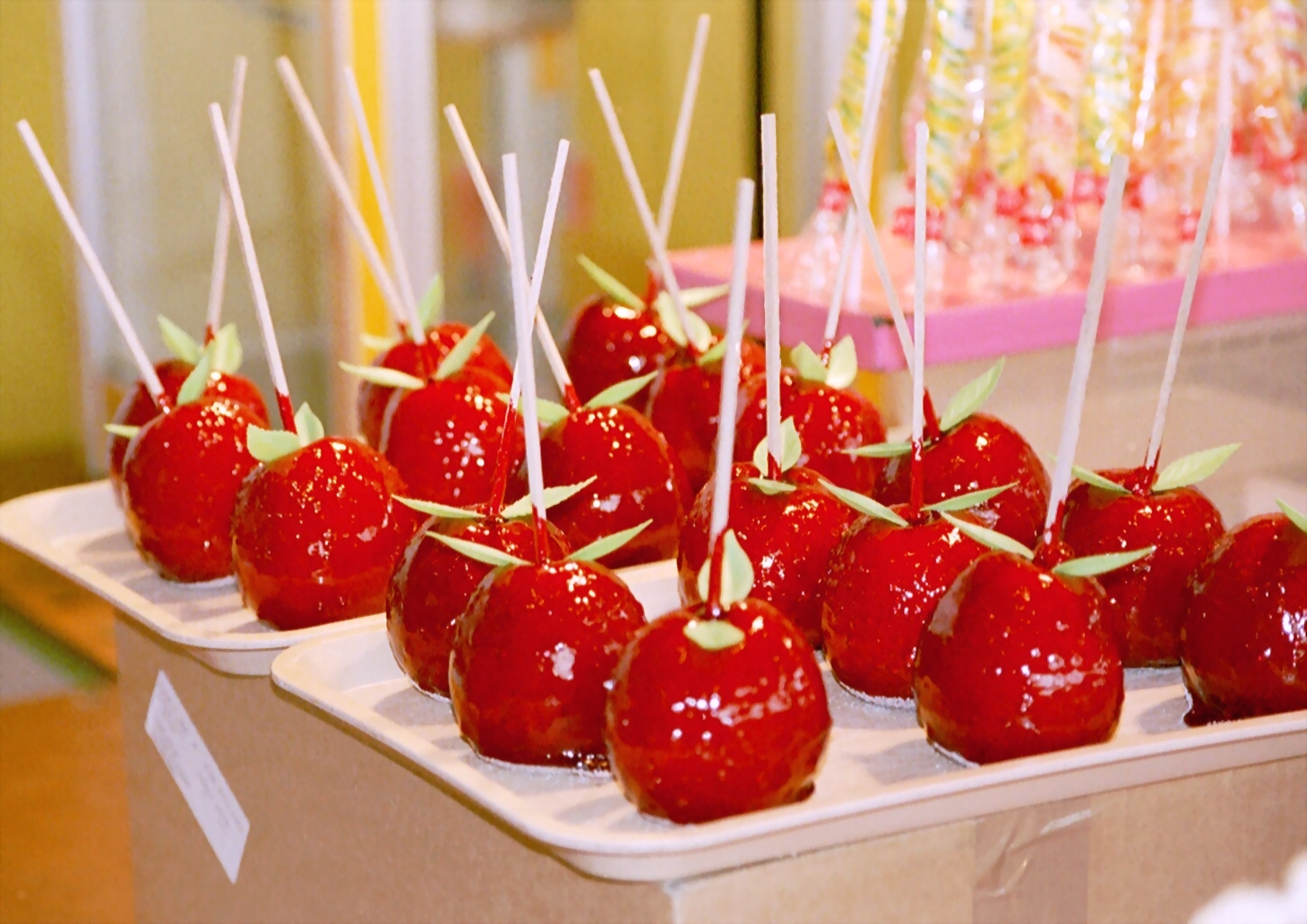
Pommes d'amour（“苹果之爱”法式糖苹果）

## 地域习俗
- 澳大利亚：澳洲青苹果作为最理想的甜点食材而被广泛流传。[2]
- 中国：因制作方法与中国传统的糖葫芦相同，故被视为糖葫芦的一种。
- 加拿大：这种甜食非常普遍，并通常在市场或狂欢节售卖。
- 德国：经常与圣诞节联系。 它们有时也出售在狂欢节的市场上。
- 法国：在法语中，糖苹果叫做“Pommes d'amour” (爱之苹果)。
- 以色列：几乎独自地出售在Yom Ha'atzmaut前夕(以色列独立日)的城市广场作为街道庆祝一部分。
- 日本：糖苹果，日語是／ Ringo ame，通常是在大時大節的慶典祝祭日時會出現的甜點。
- 英国：糖苹果在万圣夜和篝火晚会上会出现的甜点。
- 美国：糖苹果以及一种叫做“果冻苹果”的相近甜食，在纽约的康尼岛康尼岛地区可找到。“果冻苹果”与糖苹果非常相似，但是有软的糖果(“果冻”)涂层——和樱桃类似，不是肉桂。

## 图库

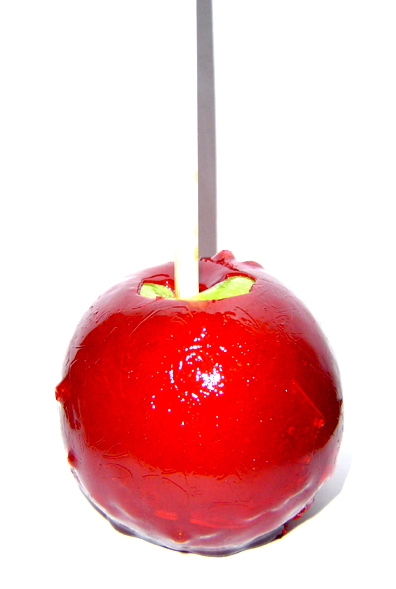
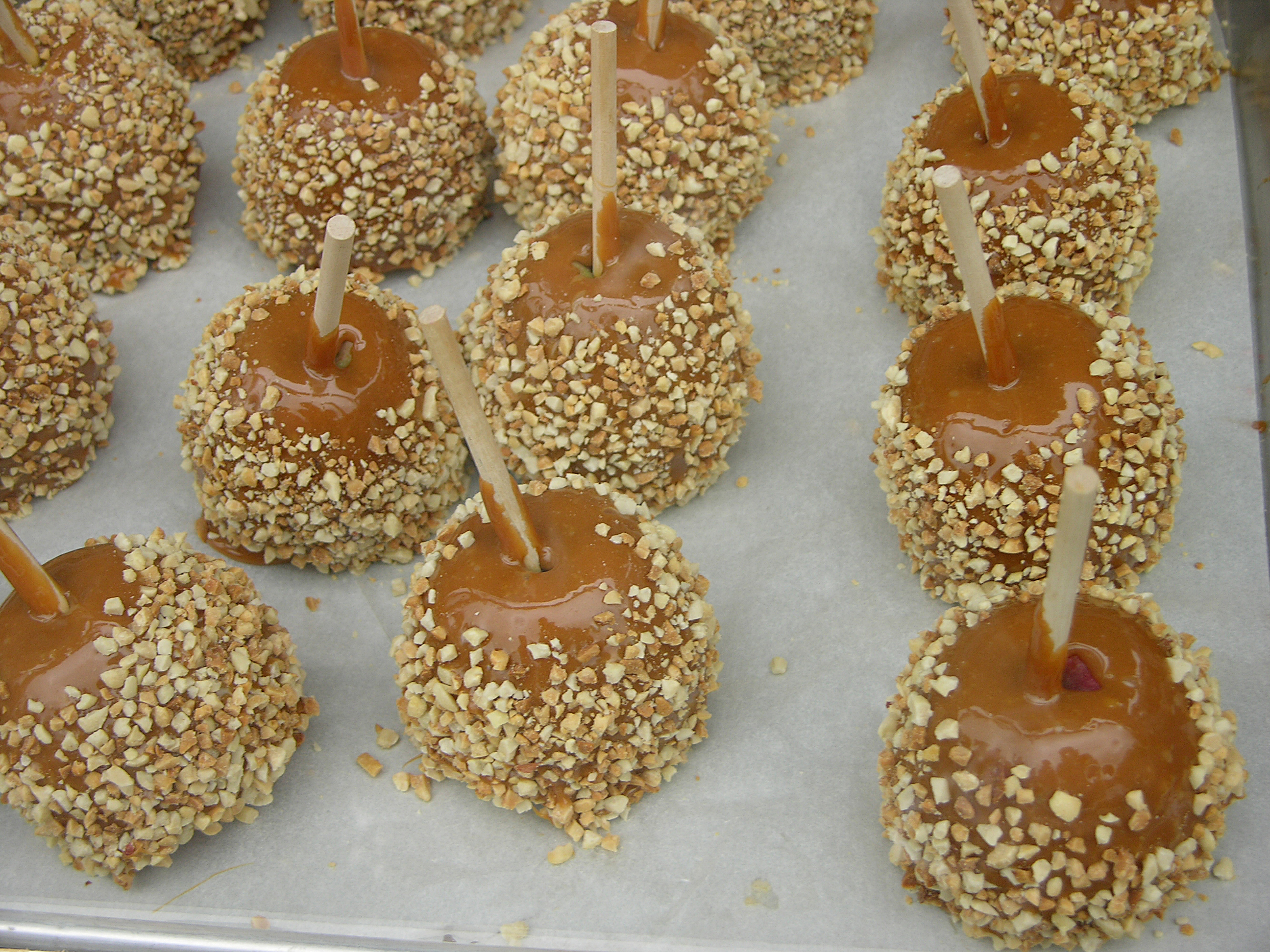
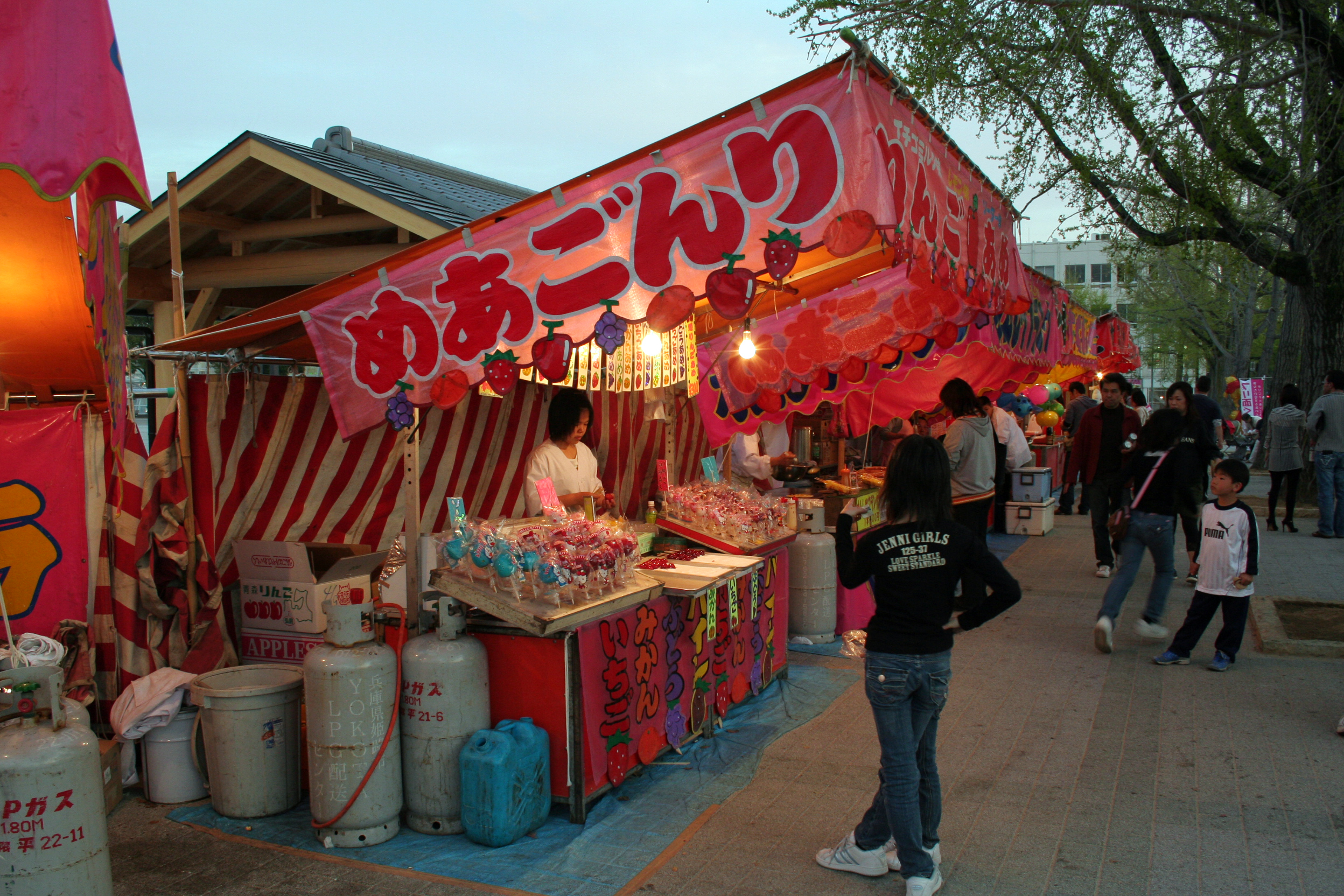

## 更多
- 焦糖苹果
- 棒棒糖
- 糖葫芦